# Sequoia (geslacht)
Sequoia is een botanische naam, voor een geslacht van coniferen. Tegenwoordig wordt het ingedeeld bij de cipresfamilie (Cupressaceae), al werd het ook wel bij de familie Taxodiaceae ingedeeld.
Tegenwoordig omvat het geslacht slechts één soort: Sequoia sempervirens (kustmammoetboom). In het spraakgebruik wordt met Sequoia ook geduid op Sequoiadendron giganteum (mammoetboom) (die lang ingedeeld geweest is bij het geslacht).
Voor de ijstijden kwamen sequoia's over de hele wereld voor zoals vondsten van fossiele resten bewezen hebben. Uitgestorven soorten zijn Sequoia affinis, Sequoia chinensis, Sequoia langsdorfii, Sequoia dakotensis en Sequoia magnifica.
De kustmammoetboom (Sequoia sempervirens) komt van nature voor langs de kust van Californië (Verenigde Staten). De hoogste boom ter wereld is een exemplaar van deze soort (115 m), deze staat in het Redwood National Park. Zowel Sequoia sempervirens als Sequoiadendron giganteum hebben een opvallende rode schors.

## Etymologie
Een mogelijke verklaring voor de naam Sequoia (en zeker heel populair) is dat ze gebaseerd is op die van de halfbloed Cherokee Sequoyah, die het Cherokee syllabisch schrift ontwikkelde voor zijn volk.

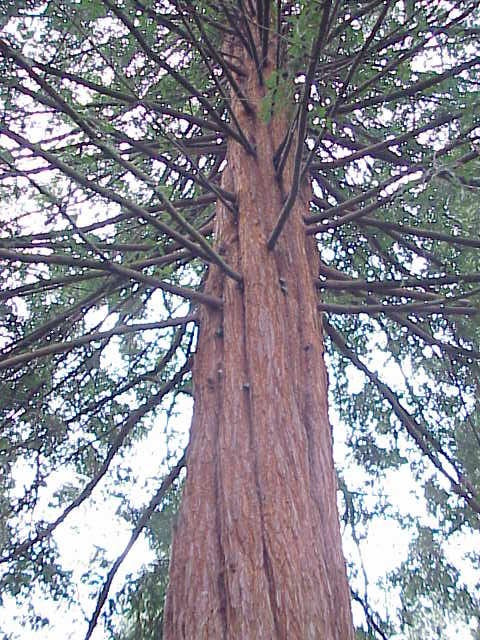
Sequoia sempervirens